# Угандийский шиллинг
Уганди́йский ши́ллинг — денежная единица государства Уганда.
Один угандийский шиллинг равен 100 центам. Международное обозначение — UGX.
Угандийский шиллинг введён 15 августа 1966 вместо восточноафриканского шиллинга, выпускавшегося Управлением денежного обращения Восточной Африки для Кении, Уганды, Танганьики и Занзибара. С выпуском национальной валюты начался обмен на неё восточноафриканских шиллингов 1:1 и постепенное изъятие их из обращения.
С 21 по 29 октября 1979 проведён обмен старых банкнот на новые 1:1.
С 18 мая 1987 введён новый угандийский шиллинг, обмен старых банкнот на новые производился 100:1.

## Банкноты
В 2010 в оборот введены банкноты нового образца номиналами 1000, 2000, 5000, 10 000, 20 000 и 50 000 угандийских шиллингов. Старые банкноты изымаются из оборота по мере износа.
| Серия 2010 года | Серия 2010 года   | Серия 2010 года     | Серия 2010 года | Серия 2010 года | Серия 2010 года                             | Серия 2010 года   | Серия 2010 года          |
| Изображение     | Изображение       | Номинал (шиллингов) | Размеры (мм)    | Основные цвета  | Описание                                    | Описание          | Годы печати              |
| Лицевая сторона | Оборотная сторона | Номинал (шиллингов) | Размеры (мм)    | Основные цвета  | Лицевая сторона                             | Оборотная сторона | Годы печати              |
| --------------- | ----------------- | ------------------- | --------------- | --------------- | ------------------------------------------- | ----------------- | ------------------------ |
|                 |                   | 1000                | 130×64          | коричневый      | каменное сооружение на фоне леса            | антилопы          | 2010 2013 2014 2015 2017 |
|                 |                   | 2000                | 135×66          | голубой         | памятник Джону Спику в Джиндже, исток Нила  | рыбы              | 2010 2013 2015 2017      |
|                 |                   | 5000                | 139×68          | зелёный         | мемориал жертвам II мировой войны в Кампале | гнездо, птицы     | 2010 2011 2013 2015      |
|                 |                   | 10 000              | 142×70          | фиолетовый      | монумент Независимости в Кампале, водопад   | банан             | 2010 2011 2013 2015      |
|                 |                   | 20 000              | 146×72          | красный         | памятник и парк в честь 100-летия Кампалы   | копытные          | 2010 2013 2015           |
|                 |                   | 50 000              | 151×73          | жёлтый          | памятник Содружеству в Кампале              | горилла           | 2010 2013                |